# Kalvholmen, Hangö
Kalvholmen är en ö i Finland. Den ligger i Finska viken och i kommunen Hangö i den ekonomiska regionen  Raseborg i landskapet Nyland, i den södra delen av landet. Ön ligger omkring 100 kilometer väster om Helsingfors.
Öns area är 5,6 hektar och dess största längd är 470 meter i öst-västlig riktning. Ön höjer sig omkring 10 meter över havsytan.